# اولا اولستن
اولا اولستن (انگلیسی: Ola Ullsten; زاده ۲۳ ژوئن ۱۹۳۱ – درگذشته ۲۸ مه ۲۰۱۸) سیاستمدار، و دیپلمات اهل سوئد بود. وی از سال ۱۹۷۸ تا ۱۹۷۹ نخست‌وزیر سوئد و از ۱۹۷۸ تا ۱۹۸۳ رهبر حزب لیبرال سوئد بود. وی همچنین از ۱۹۷۹ تا ۱۹۸۲ وزارت امور خارجه سوئد را برعهده داشت.